# 日本芸術文化国際交流財団
一般財団法人　日本芸術文化国際交流財団（にほんげいじゅつぶんかこくさいこうりゅうざいだん、英：Japan Arts and Culture Foundation）は、日本の一般財団法人。2014年9月18日設立。

## 概要
自由で多様な芸術表現である現代芸術の振興を通して、新たな地域社会、国際社会づくりと発展及び新たな生活・文化の創造に寄与することを目的としている。
歴代の代表理事は寺田保信（寺田倉庫株式会社会長）や石原慎太郎など。
2014年、アラブ首長国連邦（UAE）と日本の文化交流を一層発展させるため、モハメド・ビン・ラシッド・アル・マクトゥーム財団（英：Mohammed bin Rashid Al Maktoum Foundation。アラブ首長国連邦副大統領・首相兼ドバイ首長国アミール（首長）モハメド・ビン・ラシッド・アル・マクトゥームが設立した世界最大規模の教育財団）と「日・アラブ首長国連邦（UAE）芸術家・文化人等交流事業」を調印。両国の芸術家・文化人等を相互に一定期間派遣し、相手国の生活・伝統文化等の視察、それによる制作・共同制作・ワークショップ等を実施する内容。日本側は文化庁が特別協力、国際交流基金が協力、外務省が後援、UAE側は政府団体が主催であることから、非常に国益性及び公共性の高い事業となっている（UAE側は国家事業の位置付け）。
2015年、「日・アラブ首長国連邦（UAE）芸術家・文化人等交流事業」の平成26年度事業・作家交流プログラムとして、日本人若手作家4名（鶴川健吉・中島桃果子・文月悠光・堀田季何）をUAEへ派遣した。

### 事業概要
- 現代芸術の振興、芸術家の育成支援、芸術文化の国際交流、芸術文化の活動拠点作り、芸術文化の教育普及に関すること
- 多様な文化の交流・理解を目指した対話の場づくりに関すること
- 豊かな個の確立に基づく次世代リーダーシップづくりに関すること
- 芸術文化政策および芸術文化を通した新たな社会づくりの調査、立案、提言